# SN 1994B
SN 1994B – supernowa typu Ia odkryta 16 stycznia 1994 roku w galaktyce A082040+1543. W momencie odkrycia miała maksymalną jasność 19,00m.